# Universidad Santiago de Cali
La Universidad Santiago de Cali (o USC) es una universidad privada, sujeta a inspección y vigilancia por medio de la Ley 1740 de 2014 y la ley 30 de 1992  del Ministerio de Educación de Colombia. Ubicada en el suroccidente colombiano, con una sede principal en el Barrio Pampalinda, y otra sede en el Barrio Santa Rosa en el centro de la ciudad, en Santiago de Cali. Adicionalmente a su sede principal, cuenta con una seccional en Palmira, Valle del Cauca. La Universidad Santiago de Cali nace en primer lugar gracias a líderes juristas visionarios de amplia trayectoria nacional que vieron cómo necesidad la creación de una Facultad de Derecho en la región, el 16 de octubre de 1958 se constituyó como la primera facultad de derecho en el Valle del Cauca
La Universidad Santiago de Cali es destacada en el ámbito regional y nacional, ha recibido diversas distinciones, acreditaciones y premios a lo largo de su existencia. Cuenta con más de 21,000 estudiantes (2021) siendo la universidad privada más grande del suroccidente colombiano, que se encuentran distribuidos en 7 facultades con más de 120 programas de pregrado y posgrado, 12 tecnologías, 28 especializaciones, 10 maestrías y 3 Doctorados.
En el 2021, el Ministerio de Educación Nacional le otorgó la Acreditación Institucional de Alta Calidad, hasta por cuatro años.

## Historia

### Periodo de Socios Fundadores (1958-1968)
La Universidad Santiago de Cali surge a partir de la inquietud de un grupo de profesionales que notaron la falta de una institución que enseñara Derecho en modalidad de pregrado en la ciudad de Cali, debido a que la principal universidad del Sur Occidente Colombiano, la Universidad del Valle, no ofrecía esta carrera, por lo cual quienes querían estudiarla debían desplazarse a otras regiones del país como Bogotá o Popayán; y a pesar de que un comité de destacados profesionales, incluyendo abogados, médicos y políticos, solicitaron que se fundara la Facultad de Derecho dentro de la Universidad del Valle, el rector de la época el Dr. Mario Carvajal se negó rotundamente alegando que era imposible que una universidad pública tuviese una facultad de derecho, tomando como ejemplo a la Universidad Nacional, donde se veía que los estudiantes de esta Facultad eran los más contestatarios y "revolucionarios", incluso llamándolos "tirapiedras" por su actitud reaccionaria y crítica que muchas veces en defensa de lo público y lo constitucional llegaban a las vías de hecho. Fue debido a esta negativa que se decidió fundar por aparte, el acta de fundación de la Universidad Santiago de Cali se firmó el 16 de octubre de 1958 y se protocolizó ante notario el 23 de octubre del mismo año, finalmente el alma mater abrió sus puertas el 17 de noviembre de 1958. En el momento de la fundación asume como rector el Dr. Demetrio García Vásquez, el presidente de la corporación era el Dr. Alfredo Cadena Copete, y la primera facultad, la Facultad de Derecho, tuvo como Decano al Dr. Rafael Martínez Sarmiento. Más adelante, en febrero del año 1962, inicia labores la Facultad de Educación con la Dra. Bettyna Franky, su Decana Fundadora, y en mayo de 1966 la Facultad de Contaduría y Administración. 
Del Acta de Fundación se conservan dos consideraciones fundamentales que constituyen los principios de la Universidad:
1- "Que es nuestro propósito propugnar por la enseñanza sin limitaciones ni restricciones por razones de raza, sexo, convicciones políticas o cualesquiera otras"; y
2- "Que a la universidad colombiana debe dársele una orientación más definidamente democrática para hacerla accesible a todas las clases sociales y en especial a las clases menos favorecidas".

### La crisis de 1968
A pesar de todos los propósitos Democráticos con que la Universidad Santiago de Cali se fundó, su estructura administrativa no estuvo acorde con las exigencias de modernidad y de cambio que caracterizó universalmente a la década del 60. En los años 1967 y 1968 entra en crisis de representatividad la Asamblea General de Socios de la Corporación y, a la par, aparecen factores que van a incidir en los cambios profundos posteriores, tales como, existencia de un fuerte movimiento estudiantil, el surgimiento de la profesión académica, la presión social por masificar la matrícula, la politización de los grupos tradicionales y la presencia significativa de la izquierda.
En la Asamblea General de Socios del 3 de agosto de 1968 se reformaron los estatutos con el expreso objetivo de " resolver el 

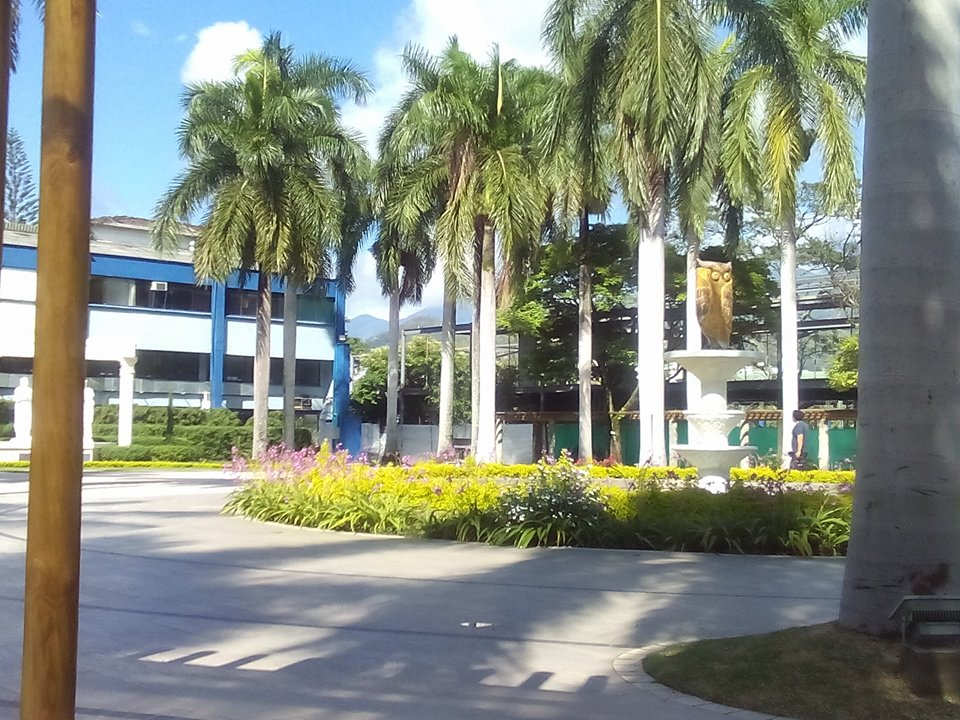
Plazoleta de los sabios y agora de la USC

enfrentamiento entre los miembros de la Corporación". La estructura inicial se mantuvo en lo esencial: fueron incorporados los egresados de cada Facultad a través de representantes elegidos como Socios Temporales, pero se negó la participación de las representaciones profesoral y estudiantil. Los ecos del Mayo Francés se presentaban ante estos estamentos como una exigencia de llegar al poder, por medio de la imaginación y del "rescate del espíritu de Córdoba".

### Periodo del Cogobierno (1968-1990)
La conformación de un movimiento estudiantil sólidamente organizado y coherente en aspiraciones y compromisos institucionales determina que el 15 de noviembre de 1968 se haga una toma pacífica y responsable de las instalaciones de la Universidad. El movimiento gana respaldo de profesores, de egresados y de un sector importante de los socios fundadores quienes apoyan los objetivos buscados. Como resultado de las acciones derivadas de la movilización colectiva, iniciada por los estudiantes, el movimiento logra la Reforma de Estatutos por la Asamblea de Socios del 25 de noviembre de 1968, por la cual, se instaura el Cogobierno Universitario, dándole representación a los estamentos fundamentales (docentes, estudiantes, egresados) en la configuración del Consejo Superior Universitario, el cual comienza a reunirse con periodicidad desde el 2 de diciembre de 1968.
Durante las décadas del 70 y 80 el cogobierno de la USC hizo posible que se establecieran políticas y se desarrollarán acciones en aspectos como afianzamiento de los objetivos iniciales de la Corporación, masificación de la matrícula, creación de un ambiente democrático, mejores condiciones para el surgimiento de la profesión docente, estudio y resolución de conflictos entre académicos y administrativos, reestructuración del gasto cuya fuente principal era el aporte estudiantil, equilibrio presupuestal, organización y consolidación del registro académico y fomento de la producción académica.
En los años 1990, la Universidad logró dotarse de la infraestructura indispensable para cumplir adecuadamente sus tareas educativas, en relación con planta física y dotación de medios para la enseñanza, el incremento significativo de programas y estudiantes, los espacios e implementos para la recreación y el deporte. Estos logros fueron de gran importancia ya que permitieron fortalecer la calidad de la educación ofrecida.

### Periodo de Crecimiento Acelerado (1991-2001)
A partir de 1991, la Universidad se caracterizó por un expansionismo administrativo y académico exagerado, sin planificación suficiente, que creó situaciones críticas y difíciles que pusieron en tela de juicio el buen nombre de la Institución. Dos escándalos marcaron en esta época a la universidad: El presunto préstamo de dinero por parte de un narcotraficante de la región y el desorden administrativo respecto a la creación de la Sede Palmira. Esta situación demandó, como en el año 68, la participación activa del estudiantado en la definición del futuro de la Institución y acompañado de profesores, egresados y miembros de los Consejos Superior y Académico se restablecieron los principios sobre la cual fue fundada.

### Periodo del nuevo rumbo universitario (2001) y crisis posteriores
En cabeza del Dr. Hebert Celín Navas, la universidad emprende una nueva política con el fin de mejorar permanente la calidad de los procesos y funciones tanto administrativas como académicas, se dio prioridad a las funciones de investigación, formación y extensión. Los resultados fueron visibles en muy corto tiempo, ya que a partir de esta reestructuración aumenta la oferta educativa de la universidad y se dan mejoras como la legalización total de la sede Palmira, la elaboración de un Plan Estratégico Institucional (PEI) acorde a las necesidades del alma mater, la universidad cumple los requisitos para ingresar al Sistema de Acreditación Nacional, se consolida la Dirección de Extensión y se dan avances satisfactorios en el campo investigativo.
Es en esta época en la cual la universidad tiene su mayor avance académico de toda su historia la obtención de más de 80 registros calificados, 7 acreditaciones de alta calidad para sus principales programas, la creación de 7 maestrías, más de 20 especializaciones presenciales y virtuales, certificaciones con normas ISO de varios procesos, y un sinnúmero de distinciones nacionales e internacionales, el reconocimiento de 43 grupos de investigación en Colciencias y la publicación de más de 300 títulos de libros y revistas de la editorial propia, además de numerosos artículos en revistas indexadas. la universidad pasa de tener 50 profesores con maestría a 521 y 1 profesor con doctorado a 42 en su periodo más del cincuenta por ciento de estos profesores fueron formados con recursos propios de la universidad. 
Sin embargo, permanece la separación entre la parte académica y la administrativa, que crece debido a la dificultad de manejo por parte del consejo académico, compuesto por más de 100 integrantes, dificultando reformas y decisiones importantes. 
además de que en el 2007 el consejo superior autorizara un aumento del 25% en la nómina de profesores lo que llevó a un aumento de más de 6000 millones de pesos anuales, hecho este que trajo problemas de liquidez a la institución por el orden de 30.000 millones para el año 2010, lo que produjo protestas de los profesores y estudiantes, Celin lidera entonces un acuerdo con los sindicatos y asociaciones de profesores y logra revertir el aumento del 2007, produciéndole un ahorro de 11.000 millones a la universidad por año, lo que permitió la recuperación económica de la institución en los años venideros. por estos hechos el ministerio de educación abrió una investigación en diciembre de 2010 acorde a lo preceptuado en la ley 30 del 92, investigación en la cual fueron sancionados los miembros del consejo superior y en la que se archivó a favor de Celin.
Transformación y Buen Gobierno
El 26 de mayo de 2011, es elegido por el Consejo Superior el Sr. Carlos Andrés Pérez Galindo como rector de la Universidad Santiago de Cali, con 83 votos a favor; tal elección fue desarrollada durante la "retoma universitaria", pues la comunidad académica ingreso a la fuerza al campus universitario al ver cerrado el claustro educativo; debido a que el consejo superior no permitía las veedurías estudiantiles al proceso de elección de rectoría.
El actual Rector de la USC es Dr. Carlos Andrés Pérez Galindo, Biólogo Genetista, con Maestría en Bioinformática y estudios Doctorales en Biotecnología, investigador en el campo de la genética, biofísica y bioinformática, obtuvo en el año 2010 el Premio Nacional en Genética y Biotecnología otorgado por la Asociación Colombiana de Ciencias Biológicas, sus trabajos e investigaciones han sido publicados en destacadas revistas indexadas de carácter nacional e internacional. Se desempeñó como Decano de la Facultad de Ciencias Básicas y como Rector encargado de la misma institución. En su gestión toma importancia la creación de una reforma curricular y el fomento a la investigación
El rector actual fue acusado de violación de los derechos de protesta estudiantil; dado que fue quién autorizó, conjuntamente con el Consejo Superior Universitario, la entrada de 500 efectivos del ESMAD a la Universidad en las horas de la madrugada para desalojar el Bloque 3 de la universidad que había sido tomado violentamente por estudiantes encapuchados los cuales grafitearon todas las paredes de la universidad; Dicha Actitud causó que algunos miembros del movimiento Coordinadora 12 de octubre se reunieran para el desalojo del bloque dicho desalojo produjo la retención de 4 estudiantes que fueron encontrados en estado de ebriedad y bajo la influencia de drogas alucinógenas en horas de la tarde dejados en libertad por indebidos procederes de la fiscalía y la policía en la captura de los estudiantes que adelantaban, con otros estudiantes, la toma del bloque financiero.
Bajo su lema de Transformación y Buen Gobierno; en su periodo de mandato, la comunidad universitaria ha sido testigo de la transformaciones tanto académicas como de infraestructura a las cuales ha sido sometido el Campus universitario. Con obras de remodelación en los diferentes bloques, adecuaciones de planta; el sistema de aires acondicionados a todos los bloques, la construcción del Hospital Simulado; así como el Bulevar Alfredo Cadena Copete, en el cual es instalaron paneles solares que en la actualidad cubren el 2% del consumo de energía del Campus Universitario.

## Campus
El campus principal de la Universidad Santiago de Cali, está ubicado en el barrio Pampalinda, al sur de Santiago de Cali. Dentro del campus se encuentran extensas zonas verdes para el disfrute de los estudiantes, cuenta con un apartahotel para facilitar el hospedaje de visitantes, estudiantes, docentes y otros relacionados al claustro, siendo la única universidad en la ciudad en ofrecer este beneficio; así mismo cuenta con pista de bolos y un polideportivo con canchas para diversas disciplinas, piscina y sauna. Se encarga de expedir el reglamento de uso de cada uno de estos escenarios la Gerencia de Bienestar Universitario. El campus se divide de la siguiente forma: 
- Bloque 1 - Fundadores: En el primer piso o sótano del bloque se encuentra el Instituto de Idiomas, en el segundo piso se encuentra la Facultad de Salud, en el tercer piso la Facultad de Ingenierías, la Facultad de Humanidades y Artes se encuentra en el cuarto piso, además de los Departamentos de Humanidades y Comunicación, por último en el quinto piso se encuentran Audiovisuales modernos orientados a Posgrados.

- Bloque 2 - Egresados: Este fue el primer edificio o Bloque de la Sede Pampalinda, lleva su nombre con base en que las tres facultades que lo componen fueron las tres primeras creadas en la Universidad. El primer piso lo componen la Facultad de Derecho con sus audiovisuales y auditorios y los Departamentos de Derecho Público y Derecho Privado, la Facultad de Educación y la Facultad de Ciencias Económicas y Empresariales que además tiene el Laboratorio Empresarial y el Punto de Bolsa USC, espacios dotados con la última tecnología para la aplicación de los conocimientos de los programas de esta Facultad;  cuenta con varios salones y audiovisuales en los pisos dos y tres donde se implementaron los ingresos con biometría en algunos salones, por último en el Cuarto piso se encuentran las salas de sistemas y dos salas de descanso para los estudiantes. En medio del Bloque, en el pasillo se encuentra la Fuente Cibernética, que fue inaugurada en el 2022

- Bloque 3 - Trabajadores: En el primer piso se encuentra la Dirección Financiera, la Vicerrectoría Académica, la Vicerrectoría Administrativa, el Departamento de Gestión Humana, la oficina de Gestión Tecnológica, el archivo de registro y control académico y la Secretaría General, el segundo piso lo compone la oficina de Aseguramiento de la Calidad y la Biblioteca Santiago Cadena Copete, que cuenta con dos pisos en este bloque, posee 68.000 volúmenes de colección de libros impresos, y brinda a los estudiantes el acceso a 92 Bases de Datos, donde se encuentran artículos científicos, informes académicos y distintas fuentes de información de múltiples disciplinas. La administración del actual Rector, el Dr. Carlos Andrés Pérez Galindo, está llevando a cabo las obras para una biblioteca en un bloque independiente, como es común en las demás Universidades de la Ciudad, completamente en cristal, ya que en palabras del Rector "la Biblioteca es una ventana al conocimiento" En el tercer piso de este bloque se encuentran la Rectoría, y la Unidad de Comunicación, por último en el cuarto piso se encuentra el Aula Máxima Estanislao Zuleta, llamado así en honor al filósofo y pedagogo colombiano quien fue profesor de la Universidad y ejerció como Vicerrector Académico desde 1969,  esta Aula Máxima sirve como lugar para la realización de  eventos universitarios, como lo son las ceremonias de Matrículas de Honor, donde se otorga un reconocimiento a los estudiantes con los más altos promedios durante el semestre, o las Graduaciones; así como también eventos locales, regionales, nacionales o internacionales.

- Bloque 4 - Profesores: El primer piso lo componen varios laboratorios, como lo son: Morfología, Microbiología, Ciencias Básicas, Síntesis Orgánica e Inorgánica, Físico-Química, Robótica, Fisioterapia, Electrónica, Laboratorio Dentomaxilofacial y Robótica Dental, en el segundo piso se encuentra la Clínica Odontológica y el Hospital Simulado, el cual es el más grande de Latinoamérica,[4][5] cuenta en el tercer piso con el Centro de Escritura, Lectura y Oralidad Académica (CELOA) y el Auditorio Pedro Elías Serrano, nombrado en honor al socio fundador de la Universidad y magistrado de la Corte Suprema de Justicia quien falleció durante la Toma del Palacio de Justicia en 1985, por último el cuarto piso se compone por el Laboratorio UNIMEDIOS, espacio de la Facultad de Comunicación y Publicidad con variedad de auditorios, el Centro de Producción Audiovisual (CEPA) y el TEUSACA, el Teatro Universitario

- Bloque 5 - Estudiantes: El Gimnasio se encuentra en el primer piso, el segundo piso está compuesto por los Consultorios de Valoración Médica, Centro de Vacunación, Servicio de Psicología y Laboratorio Clínico, en el tercer piso se halla la Gerencia de Bienestar Universitario, así como la Coordinación de Cultura y Deportes, el Apartahotel se encuentra en el cuarto piso, y por último el Salón de Juegos y descanso USC, espacio dedicado para el Bienestar estudiantil, la dispersión y la sana diversión.

Cercanos a este Bloque se encuentran el Coliseo Deportivo, las piscinas, y un área de restaurantes para la comunidad Santiaguina.
- Bloque 6 : Lo componen varios auditorios, la Facultad de Ciencias Básicas y en el último piso se halla la Sala de Sistemas para enseñanza y refuerzo del inglés, una sala de Tutorías con una pequeña librería en Idiomas extranjeros, y un salón donde funciona el Conversation Club, donde se dictan clases orientadas al mejoramiento de la habilidad oral del idioma extranjero.

- Bloque 7:  En este Bloque se reúne el Consejo Superior en el Hemiciclo Guillermo Coll Salazar, se encuentran 2 oficinas para profesores, el Sindicato de Profesores de la Universidad Santiago de Cali, Siprusaca, oficinas de docentes y la Dirección General de Investigaciones.
- Bloque 8: en este bloque se encuentra el Archivo Central de la Universidad.

También se encuentra La Plazoleta de los Sabios, un ícono emblemático de la Universidad, en esta, se encuentra el Ágora, lugar de esparcimiento de los estudiantes para realizar sus actividades culturales, la fuente central con la mascota de la Universidad, el búho, símbolo de la sabiduría y 6 sabios de Grecia quienes custodian el conocimiento de distintas disciplinas, en este lugar es donde se realizan cada año la fiesta de cumpleaños de la Universidad con actividades de danza, música y canto, y un espectáculo de fuegos artificiales, para recordar esa especial fecha del 16 de octubre que cambió por completo a la ciudad con una nueva Universidad.
En la entrada principal se encuentra la Oficina ARCA (Admisiones, Registro y Control Académico) además del Departamento de Inscripción de Posgrados Virtuales y Presenciales.
La universidad cuenta con la Tienda Santiaguina, ubicada entre el Bloque 1 y el Bloque 2, en esta los estudiantes pueden adquirir uniformes, chaquetas y prendas deportivas con la marca USC.
Conectando los Bloques 1, 2, 4, 7 se encuentra la reciente construcción del Bulevar Alfredo Cadena Copete, que cuenta con dos pisos; con diversos locales de comidas, la más conocida es la Panadería Paola y el Restaurante Antino's y otros que ofrecen distintos servicios a los estudiantes.
En la parte exterior del Bloque 2, se encuentra la Capilla Santiago Apóstol con una placa conmemorativa al estudiante caído en las marchas estudiantiles del 2011, donde participaron junto a la Universidad del Valle y otras insitituciones públicas por la reforma estudiantil de ese año.
En la parte exterior de los Bloques 3 y 4 se encuentra el Lago artificial, que sirve como lugar de descanso para los estudiantes.
Entre el Bloque 8 y el parqueadero de docentes, se halla el Jardín Infantil "Santiaguitos" donde se enseña educación preescolar a niños entre 4 y 5 años, está adscrita a la Facultad de Educación.
Desde el 16 de octubre de 2016, comenzaron las obras para un parqueadero subterráneo, un bloque de Postgrados y un Auditorio que servirá a la comunidad caleña con capacidad para 2200 personas.

## Facultades

### Sede Pampalinda

#### Derecho
PREGRADO
- Derecho. Fue creado en 1958 como primer programa de la Universidad y primero en la ciudad, cuenta con Acreditación de Alta Calidad, en el año 2005 un grupo de estudiantes conformó el mayor ente de los estudiantes denominado, Consejo Estudiantil de la Facultad de Derecho.
- Ciencia Política, otorga el título de Politólogo(a), fue creado en el año 2019.

POSGRADOS
- Especializaciones: Derecho Administrativo (Presencial y Virtual), Derecho Constitucional, Derecho de Familia (Presencial y Virtual), Derecho Penal (creada en 1994),  Derecho Disciplinario (creada en 2018), Derechos Humanos y Derecho Internacional Humanitario.
- Maestrías: Maestría en Derecho, Derecho Médico.
- Doctorado: Doctorado en Derecho, creado en 2019.

#### Educación[6]
La Facultad de Educación fue creada en diciembre de 1961 y oferta los siguientes programas:
PREGRADO
- Licenciatura en Educación Infantil. Fue creado en 1993, cuenta con Acreditación de Alta Calidad.
- Licenciatura en Ciencias Sociales
- Licenciatura en Lenguas Extranjeras con Énfasis Inglés - Francés. Cuenta con Acreditación de Alta Calidad.
- Licenciatura en Matemáticas, creado en 2017.
- Licenciatura en Ciencias Naturales, creado en 2017.
- Licenciatura en Educación Física y Deporte, creado en 2018.

POSGRADOS
- Especializaciones: Enseñanza del Inglés y Especialización en Pedagogía Infantil.
- Maestrías: Enseñanza y Aprendizaje del Inglés (creada en 2017), Educación Ambiental y Desarrollo Sostenible, Maestría en Educación (creada en 2016).
- Doctorado: Doctorado en Educación, creado en 2018.

#### Ciencias Económicas y Empresariales[7]
La Facultad de Ciencias Económicas y Empresariales, fue creada en mayo de 1963 con el nombre de Facultad de Contaduría y Administración, puesto que eran los programas que se ofrecían para ese entonces, actualmente oferta los siguientes programas:
PREGRADO
- Administración de Empresas cuenta con Acreditación de Alta Calidad, el programa pertenece a la Asociación Colombiana de Facultades de Administración, y en el Bloque 2 - Egresados cuenta con una oficina del Consejo Profesional de Administración de Empresas (CPAE) donde se expide la tarjeta profesional para los administradores.
- Contaduría Pública
- Economía, creado en 1995.
- Finanzas y Negocios Internacionales, creado en 1994.
- Mercadeo, creado en 1995.

POSGRADOS
- Especializaciones: En la década de los 90's, la Facultad incursionó en los posgrados, actualmente cuenta con los siguientes: Revisoría Fiscal (1993), Gerencia de Mercadeo Global (1994), Gerencia Tributaria (1996), Gerencia Financiera (1996), Gerencia en Auditoría Interna (1996) y Desarrollo Humano y Organizacional (1996).
- Maestrías: Dirección Empresarial (creada en 2014) y Maestría en Gestión Pública.

#### Ciencias Básicas[8]
La Facultad de Ciencias Básicas, fue creada por la Universidad el 24 de septiembre de 2008, mediante Acuerdo CS-04 del Consejo Superior; nace con la finalidad de dar respuesta a las necesidades regionales y nacionales concernientes en la deficiencia de masa crítica de actores en ciencia y tecnología, baja cultura e infraestructura científica y tecnológica, en todos los niveles educativos. Los programas académicos tienen dentro de sus propósitos presentar soluciones desde sus áreas de aplicación a las necesidades de la región y el país; reforzando así mismo las relacionadas con el medio ambiente, el control de la calidad, y la implementación de nuevas tecnologías en procesos industriales.
En esta facultad se oferta el programa de Química, este programa inicialmente se ofertaba como Licenciatura en Biología y Química dentro de la Facultad de Educación en los años 60. En 1997, comienza a ofertarse de manera independiente, para luego integrarse a la Facultad de Ciencias Básicas que fue creada en el año 2008, actualmente cuenta con Acreditación de Alta Calidad.
El programa de Microbiología el cual surge de la necesidad del sur occidente colombiano dando respuesta a las necesidades profesionales del sector Industrial y Ambiental. El 16 de octubre de 2013, se concedió el registro calificado n.º 14528 dado por el Ministerio de Educación Nacional para el programa; el cual inicia sus actividades curriculares desde enero de 2014.
A finales del año 2017, se comenzó a ofertar el programa de Química Farmacéutica. Iniciando sus actividades académicas desde enero de 2018.
El más reciente programa de pregrado es el de Medicina Veterinaria, creado en 2019 y ofertado desde el semestre 2020A.
El 21 de julio de 2017, bajo la resolución n.º 14050, el Ministerio de Educación Nacional, aprueba el programa de Maestría en Química Industrial ofertado por esta facultad y uniéndose al pliego de programas de posgrados ofertados en la USC.
Programas de pregrado
- Química
- Microbiología
- Química Farmacéutica
- Medicina Veterinaria

Programas de posgrado
- Maestría en Química Industrial
- Doctorado en Ciencias Aplicadas (Nuevo programa ofertado desde 2020B)[12]

#### Humanidades y Artes[13]
Esta Facultad fue creada en 1995, originalmente contaba con el nombre de "Facultad de Comunicación y Publicidad" sin embargo en el 2022, su nombre fue cambiado a "Facultad de Humanidades y Artes" con la intención de incluir más programas afines a estás ramas de la educación, oferta los siguientes programas:
PREGRADO
- Comunicación Social, cuenta con Acreditación de Alta Calidad otorgado por el Consejo Nacional de Acreditación y una Acreditación Internacional del Consejo Latinoamericano de Acreditación de la Educación en Periodismo (CLAEP) otorgada por la Sociedad Interamericana de Prensa
- Publicidad, cuenta con Acreditación de Alta Calidad otorgado por el Consejo Nacional de Acreditación y una Acreditación Internacional de la International Advertising Association (IAA).
- Trabajo Social, creado en 2015 por Resolución n.º 02746 del 2 de marzo de 2015 con SNIES 104285
- Tecnología en Producción Transmedia, creado bajo Resolución 1032 del 30 de enero de 2019 del Ministerio de Educación Nacional Archivado el 26 de enero de 2022 en Wayback Machine.

POSGRADO
- Maestría en Comunicación Estratégica, creado a finales de 2018.[14]

#### Ingeniería
La Facultad de Ingeniería inició su funcionamiento como tal, con el Acuerdo del Consejo Superior Universitario, CS 03 de 2003, anterior a este ya funcionaban diferentes programas: Ingeniería industrial (1995), Ingeniería comercial (1996), ingeniería de sistemas  (1996), ingeniería electrónica (1998), Bioingeniería creada en 1999 (desde 1995 este programa funcionaba adjunto a la facultad de salud). En el año 2023, la facultad de ingeniería incorporó nuevas ingenierías tales como ingeniería química e ingeniería civil. 
La Facultad de Ingeniería creada en 2003, integra a todos los programas mencionados anteriormente, y en 2017 es creado el programa de Ingeniería en Energías.
Actualmente, 3 pregrados cuentan con Acreditación de Alta Calidad, los cuales son: Ingeniería Industrial, Ingeniería de Sistemas y Bioingeniería.
POSGRADOS
- Especializaciones: Gerencia Ambiental y Desarrollo Sostenible Empresarial (Presencial y Virtual), Control de la Contaminación Ambiental (creada en 2017), Gerencia Estratégica de Tecnología en Informática, Gerencia en Logística Integral (Presencial y Virtual), Gerencia de Operaciones, Sistemas de Información Geográfica (creada en 2019)
- Maestrías: Maestría en Ingeniería Industrial (creada en 2014), y Maestría en Informática.

#### Salud[16]
La Facultad de Salud, comienza actividades con su Tecnología en Mecánica Dental en julio de 1995, en 1996 comienza a ofertar los programas de Odontología, Instrumentación Quirúrgica, Enfermería, Fonoaudiología y la Tecnología en Atención Prehospitalaria, en 1997 es creado el programa de Fisioterapia, la Facultad cuenta además con los programas de Medicina, Terapia Respiratoria, Psicología, y la Tecnología de Regencia de Farmacia, creada en 2007.
POSGRADOS
- Especializaciones: Auditoría en Salud (Presencial y Virtual), Gerencia de la Seguridad y Salud en el trabajo (creada en 2015)  y la Especialización en Medicina Interna (creada en 2018).

### Seccional Palmira

#### Ciencias Económicas y empresariales
En esta facultad se ofrecen los programas de Administración de Empresas, Tecnología en Logística, Tecnología en Dirección y Gestión de la Cadena Turística, Técnico Profesional en Operación de Procesos Gastronómicos y Técnico Profesional en Operación de Servicios de Guianza.

#### Derecho
Se ofrece el programa de Derecho.

#### Salud
En esta facultad se ofrecen los programas de Fisioterapia, Medicina y Enfermería.

## Tecnologías, Pregrados y Posgrados
| Facultad de Salud | Facultad de Salud                      |
| ----------------- | -------------------------------------- |
| Tecnologías       | Tecnología en Mecánica Dental          |
| Tecnologías       | Tecnología en Atención Prehospitalaria |
| Tecnologías       | Tecnología en Regencia de Farmacia     |
| Pregrados         | Medicina                               |
| Pregrados         | Enfermería                             |
| Pregrados         | Fisioterapia                           |
| Pregrados         | Odontología                            |
| Pregrados         | Psicología                             |
| Pregrados         | Fonoaudiología                         |
| Pregrados         | Terapia Respiratoria                   |
| Pregrados         | Instrumentación Quirúrgica             |
| Especializaciones | Especialización en Medicina Interna    |
| Especializaciones | Especialización en Auditoría en Salud  |
| Especializaciones |                                        |

| Facultad de Derecho | Facultad de Derecho                       |
| ------------------- | ----------------------------------------- |
| Pregrados           | Derecho                                   |
| Pregrados           | Ciencia Política                          |
| Especializaciones   | Especialización en Derecho Penal          |
| Especializaciones   | Especialización en Derecho de Familia     |
| Especializaciones   | Especialización en Derecho Disciplinario  |
| Especializaciones   | Especialización en Derecho Constitucional |
| Especializaciones   | Especialización en Derecho Administrativo |
| Especializaciones   | Especialización en Derechos Humanos y DIH |
| Especializaciones   | Especialización en Contratación Estatal   |
| Maestrías           | Maestría en Derecho                       |
| Maestrías           | Maestría en Derecho Médico                |
| Doctorados          | Doctorado en Derecho                      |

| Facultad de Ingeniería | Facultad de Ingeniería                                                    |
| ---------------------- | ------------------------------------------------------------------------- |
| Tecnologías            | Tecnología en Gestión de Procesos Industriales                            |
| Tecnologías            | Tecnología en Desarrollo de Sistemas de Información y de Software         |
| Pregrados              | Bioingeniería                                                             |
| Pregrados              | Ingeniería Civil                                                          |
| Pregrados              | Ingeniería Química                                                        |
| Pregrados              | Ingeniería Industrial                                                     |
| Pregrados              | Ingeniería Comercial                                                      |
| Pregrados              | Ingeniería Electrónica                                                    |
| Pregrados              | Ingeniería en Energías                                                    |
| Pregrados              | Ingeniería de Sistemas                                                    |
| Especializaciones      | Especialización en Gerencia de Operaciones                                |
| Especializaciones      | Especialización en Gerencia Logística Integral                            |
| Especializaciones      | Especialización en Aplicación y Tecnología de Drones                      |
| Especializaciones      | Especialización en Sistemas de Información Geográfica                     |
| Especializaciones      | Especialización en Gestión Ambiental Empresarial                          |
| Especializaciones      | Especialización en Control de la Contaminación Ambiental                  |
| Especializaciones      | Especialización en Gerencia Estratégica de Tecnología en Informática      |
| Especializaciones      | Especialización en Gerencia Ambiental y Desarrollo Sostenible Empresarial |
| Maestrías              | Maestría en Informática                                                   |

| Facultad de Educación | Facultad de Educación                                            |
| --------------------- | ---------------------------------------------------------------- |
| Pregrados             | Licenciatura en Ciencias Sociales                                |
| Pregrados             | Licenciatura en Educación Infantil                               |
| Pregrados             | Licenciatura en Ciencias Naturales                               |
| Pregrados             | Licenciatura en Educación Física y Deporte                       |
| Pregrados             | Licenciatura en Lenguas Extranjeras con énfasis Inglés - Francés |
| Especializaciones     | Especialización en Pedagogía Infantil                            |
| Maestrías             | Maestría en Educación                                            |
| Maestrías             | Maestría en Enseñanza y Aprendizaje del Inglés                   |
| Maestrías             | Maestría en Educación Ambiental y Desarrollo Sostenible          |
| Doctorados            | Doctorado en Educación                                           |

| Facultad de Ciencias Básicas | Facultad de Ciencias Básicas    |
| ---------------------------- | ------------------------------- |
| Pregrados                    | Química                         |
| Pregrados                    | Microbiología                   |
| Pregrados                    | Medicina Veterinaria            |
| Pregrados                    | Química Farmacéutica            |
| Maestrías                    | Maestría en Química Industrial  |
| Doctorados                   | Doctorado en Ciencias Aplicadas |

| Facultad de Humanidades y Artes | Facultad de Humanidades y Artes      |
| ------------------------------- | ------------------------------------ |
| Tecnologías                     | Tecnología en Producción Transmedia  |
| Pregrados                       | Publicidad                           |
| Pregrados                       | Trabajo Social                       |
| Pregrados                       | Comunicación Social                  |
| Maestrías                       | Maestría en Comunicación Estratégica |

| Facultad de Ciencias Económicas y Empresariales | Facultad de Ciencias Económicas y Empresariales       |
| ----------------------------------------------- | ----------------------------------------------------- |
| Pregrados                                       | Economía                                              |
| Pregrados                                       | Mercadeo                                              |
| Pregrados                                       | Contaduría Pública                                    |
| Pregrados                                       | Administración de Empresas                            |
| Pregrados                                       | Finanzas y Negocios Internacionales                   |
| Especializaciones                               | Especialización en Gerencia Financiera                |
| Especializaciones                               | Especialización en Marketing Digital                  |
| Especializaciones                               | Especialización en Desarrollo Humano y Organizacional |
| Especializaciones                               | Especialización en Revisoría Fiscal y Auditoría       |
| Maestrías                                       | Maestría en Gestión Pública                           |
| Maestrías                                       | Maestría en Dirección Empresarial                     |
| Doctorados                                      | Doctorado en Administración                           |

## Investigación
La Investigación en la Universidad Santiago de Cali ha estado presente desde su fundación en 1958, al año 2000 ya estaba creado el Centro de Investigaciones Pedagógicas (CIPESA) y el grupo de Investigación Biología - Química, finalmente en 2003 mediante un acuerdo del Consejo Superior Universitario se crean los 6 Centros de Investigación que se suman al ya existente CIPESA. Actualmente la estructura a nivel macro son los Centros de Investigación y estos a su vez poseen Grupos de Investigación. Al año 2018, todos sus 40 grupos de investigación se encuentran categorizados por COLCICENCIAS.
| CENTRO DE ESTUDIOS                                            | GRUPOS DE INVESTIGACIÓN                                                     | CATEGORIA COLCIENCIAS |
| ------------------------------------------------------------- | --------------------------------------------------------------------------- | --------------------- |
| Ciencias Básicas Ambientales y Desarrollo Tecnológico (CICBA) | Química y Biotecnología (QUIBIO)                                            | A1                    |
| Ciencias Básicas Ambientales y Desarrollo Tecnológico (CICBA) | Microbiología, Industria y Medio Ambiente (GIMIA)                           | A1                    |
| Ciencias Básicas Ambientales y Desarrollo Tecnológico (CICBA) | Física, Estadística y Matemática (GIFEM)                                    | A1                    |
| Ciencias Básicas Ambientales y Desarrollo Tecnológico (CICBA) | Innovación, Desarrollo, Biotecnología en Salud y Medio Ambiente             | A1                    |
| Ciencias Básicas Ambientales y Desarrollo Tecnológico (CICBA) | Bio-Organizaciones                                                          | A1                    |
| Ciencias Básicas Ambientales y Desarrollo Tecnológico (CICBA) | Electroquímica y Medio Ambiente (GIEMA)                                     | A                     |
| Ciencias Básicas Ambientales y Desarrollo Tecnológico (CICBA) | Ecología y Contaminación Acuática (ECONACUA)                                | A                     |
| Ciencias Básicas Ambientales y Desarrollo Tecnológico (CICBA) | Micología (GIM)                                                             | B                     |
| Desarrollo Regional (CEIDER)                                  | Sostenibilidad Empresarial, Social y Ambiental (GISESA)                     | A1                    |
| Desarrollo Regional (CEIDER)                                  | Contables, Financieros y Económicos (GICONFEC)                              | A                     |
| Desarrollo Regional (CEIDER)                                  | Sectoriales, Empresariales y Desarrollo Económico (GISEDE)                  | A                     |
| Desarrollo Regional (CEIDER)                                  | Desarrollo Económico y Economía Internacional (GIDEEI)                      | B                     |
| Ingeniería (CEII)                                             | Computación Móvil Banda Ancha (COMBA I + D)                                 | A                     |
| Ingeniería (CEII)                                             | Ingeniería Electrónica, Industrial, Ambiental y Metrología (GIEIAM)         | A                     |
| Salud (CEIS)                                                  | Biomateriales y Biotecnología (BEO)                                         | A1                    |
| Salud (CEIS)                                                  | Educación y Salud (GINEYSA)                                                 | A                     |
| Salud (CEIS)                                                  | Fonoaudiología y Psicología                                                 | A                     |
| Salud (CEIS)                                                  | Salud y Movimiento                                                          | A                     |
| Salud (CEIS)                                                  | Instituto de Investigaciones Biomédicas                                     | A                     |
| Salud (CEIS)                                                  | OXIGENAR                                                                    | A                     |
| Salud (CEIS)                                                  | Innovación Tecnológica y Salud                                              | A                     |
| Salud (CEIS)                                                  | Enfermedades Infecciosas y Tropicales                                       | A                     |
| Salud (CEIS)                                                  | ETHOS                                                                       | A                     |
| Salud (CEIS)                                                  | Genética, Fisiología y Metabolismo (GEFIME)                                 | B                     |
| Salud (CEIS)                                                  | Cuidado de la Salud                                                         | B                     |
| Salud (CEIS)                                                  | Salud Integral (GISI)                                                       | B                     |
| Salud (CEIS)                                                  | Salud Pública (GISAP)                                                       | B                     |
| Pedagógicas Santiaguinas (CIPESA)                             | Ciencias de la Educación Superior y Conceptos (CIEDUS)                      | A1                    |
| Pedagógicas Santiaguinas (CIPESA)                             | Ciencias del Lenguaje                                                       | A1                    |
| Pedagógicas Santiaguinas (CIPESA)                             | Cognición y Educación                                                       | A1                    |
| Pedagógicas Santiaguinas (CIPESA)                             | Pedagogía Infantil                                                          | A                     |
| Pedagógicas Santiaguinas (CIPESA)                             | Calidad de la Educación, Políticas Públicas, Investigación Educativa (PACA) | A                     |
| Pedagógicas Santiaguinas (CIPESA)                             | Modelos Pedagógicos (Anselmo Caradonna)                                     | A                     |
| Pedagógicas Santiaguinas (CIPESA)                             | Currículum y Evaluación                                                     | A                     |
| Ciencias Sociales y Humanas (CISOH)                           | XISQUA                                                                      | A1                    |
| Ciencias Sociales y Humanas (CISOH)                           | Ciencias Sociales, Humanas y Artes (GISOHA)                                 | A                     |
| Ciencias Sociales y Humanas (CISOH)                           | Humanidades y Universidad                                                   | A                     |
| Derecho (CEIDE)                                               | Ciencia Política, Derecho y Relaciones Internacionales (GICPODERI)          | A                     |
| Derecho (CEIDE)                                               | INVIUS                                                                      | A                     |
| Derecho (CEIDE)                                               | Sociojurídica - Derecho y Ciencias Políticas                                | B                     |

## Alumnos notables
- Francia Márquez-Activista medioambiental, Líder Social, Abogada, Vicepresidenta de la República de Colombia.

- Marelen Castillo-Investigadora, Bióloga Excandidata Vicepresidencial Colombiana.

- Sandra de  las Lajas Torres- Profesional en Finanzas y Negocios Internacionales, Excandidata Vicepresidencial Colombiana.

- Ceferino Mosquera Murillo- Abogado, Político, Presidente de la Confederación Nacional Comunal, Excandidato Vicepresidencial Colombiano.

- Oscar Figueroa - Administrador de Empresas, Medallista Olímpico Oro en Río 2016.

- Mabel Lara- Presentadora, política colombiana.
- Karla Arcila. Periodista y presentadora colombiana.
- Norma Hurtado. Abogada, política colombiana, senadora de la República de Colombia 2022-2026.
- Octavio de Jesús Quintero Gómez. Administrador de empresas y contador público, líder cívico y gremial de distintas entidades de Santiago de Cali, presidente de Junta Directiva de FENALCO Valle y Cámara de Comercio de Cali

- Luis Alberto Albán Urbano- Licenciado en ciencias sociales, Político Colombiano, miembro de la cámara de representantes.

- Hernando González- Licenciado en matemáticas, miembro de la cámara de representantes.

- Sigifredo López. Abogado, político, exdiputado del Valle del Cauca.
- Harold Andrés Cortés Laverde. Especialista en Derecho Administrativo y Constitucional, Personero de Cali 2020-2024

- Carlos Hernán Rodríguez Becerra- Abogado, Ex Auditor General de la República, Ex Contralor Departamental del Valle del Cauca, Exdiputado del Valle del Cauca, Contralor General de la República 2022-2026.

- Jeison Aristizábal- Abogado, Héroe CNN 2016, Líder Social y Comunitario, creador de ASODISVALLE.

- Maritza Martínez- Egresada de la Especialización en Derecho Disciplinario, Magistrada del CNE 2022-2026.

- Clemencia Carabalí- Administradora de empresas, Consejera Presidencial para la Equidad de la Mujer

- Ana Carolina Quijano- Profesional en Finanzas y Negocios Internacionales, Viceministra de Educación de Colombia-2023
- Rosemberg Pabón - Licenciado en Ciencias Sociales, Exconsntituyente, Senador y Alcalde de Yumbo entre 1998-2000.